# ХСК Зрински
Спортен клуб „Зри́нски“ (на босненски: Hrvatski športski klub Zrinjski Mostar) е босненски футболен клуб от град Мостар. Основан е от хървати през 1905 г. Домакинските си мачове отборът провежда на стадион „Под Биелим Бриегом“, с капацитет до 25 000 зрители. Участва във Висшата лига на Босна и Херцеговина. През сезон 2017 – 18 г. става за шести път шампион на Босна и Херцеговина по футбол.

## Срещи с български отбори
„Зрински“ се е срещал с български отбори в официални срещи.

### ПФК „Ботев“ (Пловдив)
С „Ботев“ (Пловдив) се е срещал в Лига Европа през 2013 г. и Лига на конференциите през 2024 г. 
Първият мач в Лига Европа се играе на 18.07.2013 г. в Мостар и завършва 1 - 1. Реваншът се играе на 25.07.2013 г. в Бургас на стадион Лазур и завършва 2 – 0 за Ботев Пловдив. 
В Лига на конференциите първият мач се играе на 08.08.2024 г. в Пловдив на стадион „ Христо Ботев“ и завършва 2 – 1 за Ботев Пловдив. Реваншът се играе на 15.08.2024 г. в Мостар и завършва 2 – 0 като Ботев Пловдив отпада от турнира. 

### ПФК Лудогорец 1945
С „Лудогорец“ се е срещал в Третия предварителен кръг на Лига Европа. Първият мач се играе на 9 август 2018 г. в Разград и завършва 1 – 0 за „Лудогорец“ . Реваншът се играе на 16 август 2018 г. в Бели бриег и завършва 1 – 1 .

## Клубни успехи
- Премиер лига
  -  Шампион (9): 2004/05, 2008/09, 2013/14, 2015/16, 2016/17, 2017/18, 2021/22, 2022/23, 2024/25
  -  Вицешампион (1): 2006/07
  -  Бронзов медалист (3): 1998/99, 2005/06, 2014/15

- Първа лига
  -  Второ място (2): 1993/94, 1997/98

- Купа на Босна и Херцеговина
  -  Победител (3): 2007/08, 2022/23, 2023/24